# Stephan Studer
Stephan Studer (Lancy, 9 ottobre 1975) è un ex arbitro di calcio svizzero.

## Carriera
Nato a Lancy, in Svizzera, nel 2004, a 28 anni, debutta in Challenge League, seconda serie svizzera, il 21 agosto nel 3-1 dell'Yverdon in trasferta contro il Baulmes.
La stagione successiva, oltre ad arbitrare in Challenge League esordisce anche in 1ª Lega, terzo livello del calcio elvetico, l'11 settembre 2005 in Young Boys U-21-Schötz 6-0.
Nel 2006, a 31 anni, arriva in massima serie, dove arbitra per la prima volta il 19 luglio, prima giornata di Super League, Aarau-Thun 1-1.
Il 2 luglio 2009 arbitra per la prima volta a livello europeo, dirigendo l'andata del 1º turno di qualificazione all'Europa League in Danimarca, una vittoria del Randers per 4-0 sui nordirlandesi del Linfield.
Dopo aver iniziato ad arbitrare alcune gare di Nazionali Under dal 2008, il 4 giugno 2010 fa l'esordio da arbitro internazionale nell'amichevole pre Mondiale Costa d'Avorio-Giappone a Sion, vinta dagli africani per 2-0.
Nel 2010 e 2011 viene scelto prima per l'Europeo Under-19 2010 in Francia, dove arbitra 3 gare, tra cui la finale del 30 luglio Francia-Spagna, finita 2-1 per i padroni di casa, e poi per il Mondiale Under-17 2011 in Messico, dove è coinvolto, anche in questo caso, in 3 incontri.
Il 27 luglio 2011 debutta in Champions League, nell'andata del 3º turno di qualificazione, nella sfida di Lisbona tra il Benfica e i turchi del Trabzonspor, sconfitti 2-0.
Il 2 settembre 2011 arbitra per la prima volta una sfida ufficiale tra Nazionali, Slovenia-Estonia a Lubiana, gara valida per le qualificazioni all'Europeo 2012, vinta dagli ospiti per 2-1.
Il 20 ottobre dello stesso anno dirige per la prima volta nella fase finale di una coppa europea, nella partita del girone H di Europa League in Slovenia tra Maribor e Braga, finita 1-1.
Nel 2013 viene selezionato per la finale di Coppa Svizzera del 20 maggio a Basilea tra Basilea e Grasshoppers, conclusasi con la vittoria del trofeo da parte degli zurighesi, vittoriosi per 5-4 dopo i calci di rigore.
Si ritira nel 2015, a 40 anni non ancora compiuti, dopo aver diretto 26 gare di 1ª Lega, 79 di Challenge League, 32 di Coppa Svizzera, 146 di Super League, 25 nelle coppe europee, e 13 sfide tra Nazionali, 6 delle quali ufficiali. Arbitra l'ultima gara il 29 maggio, nell'ultima giornata della Super League 2015-2016, Basilea-San Gallo 4-3.
In carriera ha arbitrato anche 2 gare della Bundesliga austriaca e 2 della Saudi Professional League Arabia Saudita.